# Hospitality Club
Hospitality Club (клуб гостинності) — одна з найбільших всесвітніх мереж гостинності, реалізованих у вигляді онлайн-сервісу. Вона існує з липня 2000 року і в наш час[коли?] об'єднує понад 320 тисяч членів з понад 200 країн, поступаючись за популярністю лише CouchSurfing.
Проєкт підтримується спільнотою добровольців в різних місцях світу.

## Принцип роботи
Реєстрація та участь у проєкті безкоштовні. Заповнюється профіль члена клубу, у якому вказується особиста, контактна та інша інформація (про свої хобі, про минулі туристичні поїздки тощо), і обов'язково, про можливості й умови для прийому інших членів співтовариства в гості. Учасники добровільно діляться один з одним місцем для ночівлі під час подорожей, організовують спільні подорожі та розвивають культурний взаємообмін. Просити гроші за ці послуги заборонено правилами Hospitality Club (проте, за взаємною домовленістю, іноді гості платять за телефон або їжу).
Кожен член мережі може залишити коментар про туриста, що гостював у нього, або про людей, які приймали його, прямо у них в профілі. Також, для забезпечення безпеки в співтоваристві, добровольці проводять перевірку паспортних даних, модерацію повідомлень та фільтрування спаму.
За допомогою загальних форумів на сайті учасники обговорюють свої поїздки, діляться враженнями, організовують зустрічі та табори.